# Hemipyrellia rhodocera
Hemipyrellia rhodocera är en tvåvingeart som beskrevs av Mario Bezzi 1927. Hemipyrellia rhodocera ingår i släktet Hemipyrellia och familjen spyflugor. Inga underarter finns listade i Catalogue of Life.